# Halowe Mistrzostwa Europy w Lekkoatletyce 1989
XX Halowe Mistrzostwa Europy odbyły się 18 i 19 lutego 1989 w Hadze w hali Houtrust.

## Wyniki zawodów

### Mężczyźni

#### Konkurencje biegowe
| Konkurencja                           | Złoto                           | Złoto       | Srebro                          | Srebro   | Brąz                               | Brąz     |
| ------------------------------------- | ------------------------------- | ----------- | ------------------------------- | -------- | ---------------------------------- | -------- |
| Bieg na 60 m (szczegóły)              | Andreas Berger · Austria        | 6,56        | Matthias Schlicht · RFN         | 6,58     | Michael Rosswess · Wielka Brytania | 6,59     |
| Bieg na 200 m (szczegóły)             | Ade Mafe · Wielka Brytania      | 20,92       | John Regis · Wielka Brytania    | 21,00    | Bruno Marie-Rose · Francja         | 21,14    |
| Bieg na 400 m (szczegóły)             | Cayetano Cornet · Hiszpania     | 46,21       | Brian Whittle · Wielka Brytania | 46,49    | Klaus Just · RFN                   | 46,80    |
| Bieg na 800 m (szczegóły)             | Steve Heard · Wielka Brytania   | 1:48,84     | Rob Druppers · Holandia         | 1:48,96  | Joachim Heydgen · RFN              | 1:49,75  |
| Bieg na 1500 m (szczegóły)            | Hervé Phélippeau · Francja      | 3:47,42     | Han Kulker · Holandia           | 3:47,57  | Siergiej Afanasjew · ZSRR          | 3:47,63  |
| Bieg na 3000 m (szczegóły)            | Dieter Baumann · RFN            | 7:50,43     | Abel Anton · Hiszpania          | 7:51,88  | Jacky Carlier · Francja            | 7:52,23  |
| Bieg na 60 m przez płotki (szczegóły) | Colin Jackson · Wielka Brytania | 7,59        | Holger Pohland · NRD            | 7,65     | Philippe Tourret · Francja         | 7,67     |
| Chód na 5000 m (szczegóły)            | Michaił Szczennikow · ZSRR      | 18:36,60 CR | Roman Mrázek · Czechosłowacja   | 18:40,11 | Giovanni De Benedictis · Włochy    | 18:43,45 |

#### Konkurencje techniczne
| Konkurencja                | Złoto                     | Złoto | Srebro                         | Srebro | Brąz                           | Brąz  |
| -------------------------- | ------------------------- | ----- | ------------------------------ | ------ | ------------------------------ | ----- |
| Skok wzwyż (szczegóły)     | Dietmar Mögenburg · RFN   | 2,33  | Dalton Grant · Wielka Brytania | 2,33   | Aleksiej Jemielin · ZSRR       | 2,30  |
| Skok o tyczce (szczegóły)  | Grigorij Jegorow · ZSRR   | 5,75  | Igor Potapowicz · ZSRR         | 5,75   | Mirosław Chmara · Polska       | 5,70  |
| Skok w dal (szczegóły)     | Emiel Mellaard · Holandia | 8,14  | Antonio Corgos · Hiszpania     | 8,12   | Frans Maas · Holandia          | 8,11  |
| Trójskok (szczegóły)       | Mykoła Musijenko · ZSRR   | 17,29 | Volker Mai · NRD               | 17,03  | Milan Mikuláš · Czechosłowacja | 16,93 |
| Pchnięcie kulą (szczegóły) | Ulf Timmermann · NRD      | 21,68 | Karsten Stolz · RFN            | 20,22  | Georg Andersen · Norwegia      | 20,22 |

### Kobiety

#### Konkurencje biegowe
| Konkurencja                           | Złoto                           | Złoto       | Srebro                         | Srebro   | Brąz                            | Brąz     |
| ------------------------------------- | ------------------------------- | ----------- | ------------------------------ | -------- | ------------------------------- | -------- |
| Bieg na 60 m (szczegóły)              | Nelli Fiere-Cooman · Holandia   | 7,15        | Laurence Bily · Francja        | 7,19     | Sisko Hanhijoki · Finlandia     | 7,23     |
| Bieg na 200 m (szczegóły)             | Marie-José Pérec · Francja      | 23,21       | Regula Aebi · Szwajcaria       | 23,38    | Sabine Tröger · Austria         | 23,70    |
| Bieg na 400 m (szczegóły)             | Sally Gunnell · Wielka Brytania | 52,04       | Marina Szmonina · ZSRR         | 52,36    | Anita Protti · Szwajcaria       | 52,57    |
| Bieg na 800 m (szczegóły)             | Doina Melinte · Rumunia         | 1:59,89     | Ellen Kiessling · NRD          | 2:01,24  | Tatjana Griebienczuk · ZSRR     | 2:01,63  |
| Bieg na 1500 m (szczegóły)            | Paula Ivan · Rumunia            | 4:07,16     | Marina Jaczmieniowa · ZSRR     | 4:07,77  | Swietłana Kitowa · ZSRR         | 4:08,36  |
| Bieg na 3000 m (szczegóły)            | Elly van Hulst · Holandia       | 9:10,01     | Nicky Morris · Wielka Brytania | 9:12,37  | Maricica Puică · Rumunia        | 9:15,49  |
| Bieg na 60 m przez płotki (szczegóły) | Jordanka Donkowa · Bułgaria     | 7,87        | Ludmiła Narożylenko · ZSRR     | 7,94     | Gabi Lippe · RFN                | 7,96     |
| Chód na 3000 m (szczegóły)            | Beate Anders · NRD              | 12:21,91 CR | Ileana Salvador · Włochy       | 12:32,40 | María Reyes Sobrino · Hiszpania | 12:39,50 |

#### Konkurencje techniczne
| Konkurencja                | Złoto                     | Złoto | Srebro                    | Srebro | Brąz                           | Brąz  |
| -------------------------- | ------------------------- | ----- | ------------------------- | ------ | ------------------------------ | ----- |
| Skok wzwyż (szczegóły)     | Galina Astafei · Rumunia  | 1,96  | Hanne Haugland · Norwegia | 1,96   | Maryse Éwanjé-Épée · Francja   | 1,91  |
| Skok w dal (szczegóły)     | Galina Czistiakowa · ZSRR | 6,98  | Iołanda Czen · ZSRR       | 6,86   | Ringa Ropo-Junnila · Finlandia | 6,62  |
| Pchnięcie kulą (szczegóły) | Stephanie Storp · RFN     | 20,30 | Heike Hartwig · NRD       | 20,03  | Iris Plotzitzka · RFN          | 19,79 |

## Klasyfikacja medalowa
| Pozycja | Państwo         | Złoto | Srebro | Brąz | Razem |
| ------- | --------------- | ----- | ------ | ---- | ----- |
| 1.      | ZSRR            | 4     | 5      | 4    | 13    |
| 2.      | Wielka Brytania | 4     | 4      | 1    | 9     |
| 3.      | RFN             | 3     | 2      | 4    | 9     |
| 4.      | Holandia        | 3     | 2      | 1    | 6     |
| 5.      | Rumunia         | 3     | 0      | 1    | 4     |
| 6.      | NRD             | 2     | 4      | 0    | 6     |
| 7.      | Francja         | 2     | 1      | 4    | 7     |
| 8.      | Hiszpania       | 1     | 2      | 1    | 4     |
| 9.      | Austria         | 1     | 0      | 1    | 2     |
| 10.     | Bułgaria        | 1     | 0      | 0    | 1     |
| 11.     | Czechosłowacja  | 0     | 1      | 1    | 2     |
| 11.     | Włochy          | 0     | 1      | 1    | 2     |
| 11.     | Norwegia        | 0     | 1      | 1    | 2     |
| 11.     | Szwajcaria      | 0     | 1      | 1    | 2     |
| 15.     | Finlandia       | 0     | 0      | 2    | 2     |
| 16.     | Polska          | 0     | 0      | 1    | 1     |

## Objaśnienia skrótów
- CR – rekord mistrzostw Europy